# Гептодони
Гептодони (Heptodon) — рід викопних тапіроподібних травоїдних ряду непарнокопитні, що жили в Північній Америці близько 50,3—48,6 млн років тому, в епоху еоцену.

## Таксономія
Рід виділений Едвардом Копом у 1882 році. У 2005 Колберт (Colbert) визнав рід парафілетичним. У різний час гептодонів відносили до різних систематичних груп:
- Helaletinae (Radinsky, 1966)
- Ceratomorpha (Cope, 1882, Colbert & Schoch, 1998)
- Heptodontidae (Holbrook, 1999)[2]
- Tapiroidea (Colbert, 2005)[3]

## Морфологія
Гептодони були тваринами близько 1 м завдовжки, вельми схожими на сучасних тапірів. Проте характерний для тапірів хоботок у гептодонів, швидше за все, був відсутній, судячи з форми їх черепа. Замість цього вони, мабуть, мали подовжену і потовщену верхню губу.
Один примірник останків спеціально досліджувався для оцінки маси тварини, яка вийшла рівною приблизно 15,5 кг.